# Alesani (fleuve)
Pour les articles homonymes, voir Alesani (homonymie).
L'Alesani est un fleuve français du département Haute-Corse de la région Corse et un fleuve côtier de Corse se jetant dans la mer Tyrrhénienne.

## Géographie
D'une longueur de 24,6 kilomètres, la rivière d'Alesani prend sa source sur la commune de Piobetta à l'altitude 1 600 mètres, entre la Punta di Caldane (1 724 m) et la Punta Ventosa (1 686 m). Il s'appelle, aussi pour Géoportail, ruisseau Compoli (en fait ruisseau de Compuli) en partie haute sur la commune source de Piobetta, et rivière du Busso (en fait Bussu, nom du buis, fréquent sur ses rives).
Il coule globalement de l'ouest vers l'est, et traverse le lac de barrage de l'Alesani à l'altitude 146 mètres.
Son embouchure en mer Tyrrhénienne est situé sur la commune de San-Giuliano entre la plage de Pisonacio et le lieu-dit Pianiccioli au nord, et la Torra Fiorentine, tour génoise en ruines.

### Communes et cantons traversés
Dans le seul département de la Haute-Corse, la rivière d'Alesani traverse les douze communes suivantes, dans trois cantons,  dans le sens amont vers aval, de Piobetta (source), Tarrano, Pietricaggio, Perelli, Valle-d'Alesani, Piazzali, Novale, Ortale, Pietra-di-Verde, Sant'Andréa-di-Cotone, Chiatra, San-Giuliano (confluence).
Soit en termes de cantons, la rivière d'Alesani prend source dans le canton d'Orezza-Alesani, traverse le canton de Moïta-Verde et conflue dans le canton de Campoloro-di-Moriani, le tout dans l'arrondissement de Corte.

### Bassin versant
Le bassin versant côtier de la rivière d'Alesani, inclus dans celui de la rivière de Bravona (Y920) est de 126 km2. Le bassin versant est d'environ la moitié soit 60 km2. 

### Organisme gestionnaire
L'organisme gestionnaire est le Comité de bassin de Corse, depuis la loi corse du 22 janvier 2002.

## Affluents
La rivière d'Alesani a vingt affluents référencés :
- le ruisseau delle Fighe (rd[note 1]), sur les deux communes de Piobetta et Pietricaggio.
- le ruisseau de Lavatojo (rg), sur les deux communes de Piobetta et Tarrano.
- le ruisseau de Pozzolo (rd), sur la seule commune de Pietricaggio.
- le ruisseau Rosso (rg), sur les deux communes de Tarrano et Felce avec deux affluents :
  - le ruisseau de Castagneto (rg) sur la commune de Felce.
  - le ruisseau de Fontanelle (rd) sur la commune de Felce.
- le ruisseau de Cipatorno (rd), sur les deux communes de Pietricaggio et Perelli.
- le ruisseau de Valle Botacci (rg), sur les trois communes de Tarrano, Felce et Valle-d'Alesani.
- le ruisseau de Lavandaja (rd), sur les deux communes de Perelli et Piazzali.
- le ruisseau de Castagneto (rg), sur la seule commune de Valle-d'Alesani.
- le ruisseau de Piobbo (rd), sur les deux communes de Piazzali et Novale.
- le ruisseau de Rione (rd), sur la seule commune de Novale.
- le ruisseau de Calcinajo (rd), sur la seule commune de Ortale.
- le ruisseau de Solajolo (rg), sur la seule commune de Ortale.
- le ruisseau de Montagnane (rg), sur la seule commune de Ortale.
- le ruisseau de Tanelle (rd), sur la seule commune de Ortale.
- le ruisseau de Tulleria (rg), sur les deux communes de Ortale et Valle-d'Alesani.
- le ruisseau Brisco (rg), sur les deux communes de Sant'Andréa-di-Cotone et Ortale.
- le ruisseau de Spiscia (rd), sur la seule commune de Pietra-di-Verde.
- le ruisseau Nebbio (rg), sur la seule commune de Sant'Andréa-di-Cotone.
- le ruisseau de Suliciani (rg), sur les deux communes de Sant'Andréa-di-Cotone et San-Giuliano.
- le ruisseau de Picchio (rd), sur les deux communes de Chiatra et San-Giuliano.

### Rang de Strahler
Donc le rang de Strahler est de quatre.

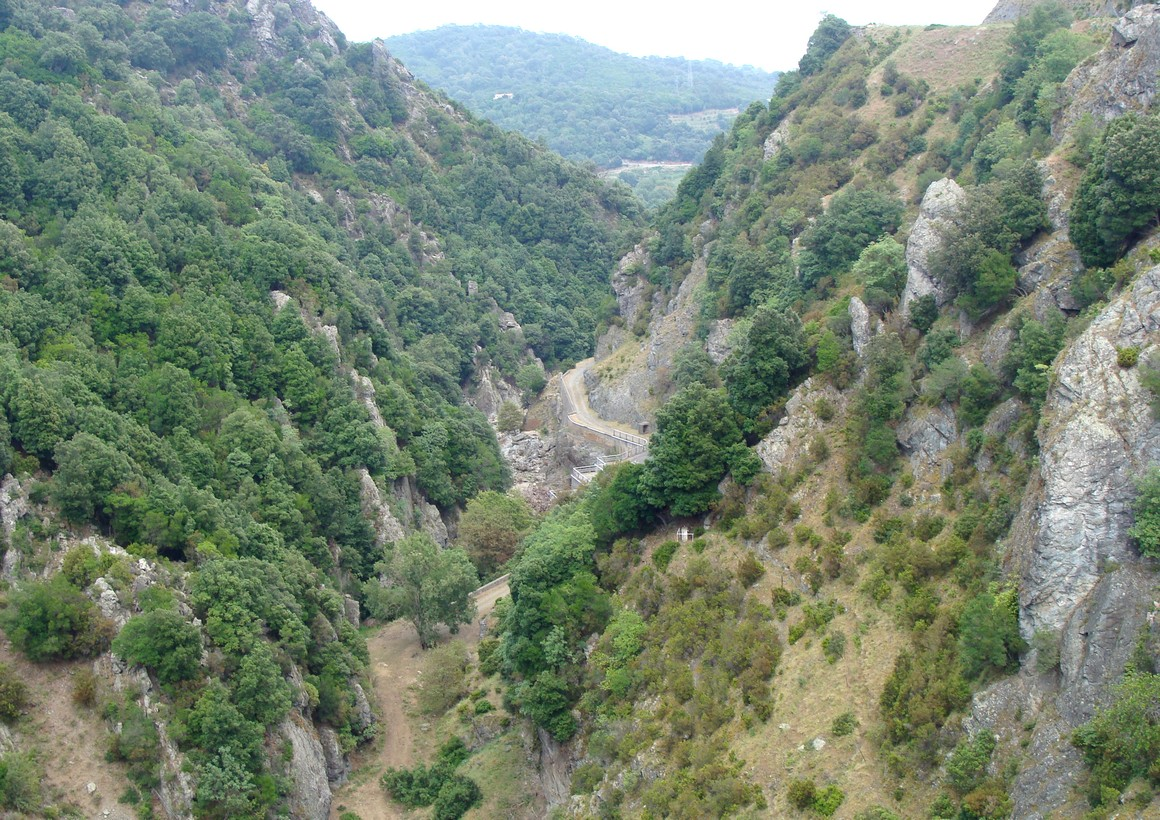
La basse vallée de l'Alesani

## Aménagements et écologie
L'Office Hydraulique de la Corse n'a jamais curé le barrage sur l'Alesani, ce qui entraine l'accumulation de  vase en grande quantité. Ce barrage est de plus soupçonné par les habitants de créer une perturbation climatologique en accentuant l'humidité[réf. nécessaire].